# Ľubomír Sekeráš
Ľubomír Sekeráš (* 18. November 1968 in Trenčín, Tschechoslowakei) ist ein ehemaliger slowakischer Eishockeyspieler, der in seiner aktiven Zeit von 1987 bis 2011 unter anderem für die Minnesota Wild und Dallas Stars in der National Hockey League gespielt hat.

## Karriere
Ľubomír Sekeráš begann seine Karriere als Eishockeyspieler in seiner Heimatstadt beim HC Dukla Trenčín, für dessen Profimannschaft er von 1987 bis 1993 in der tschechoslowakischen 1. Liga aktiv war. Mit seiner Mannschaft gewann der Verteidiger in der Saison 1991/92 den tschechoslowakischen Meistertitel. Nach Teilung der Tschechoslowakei gewann er mit Dukla in der Saison 1993/94 während der Premierenspielzeit der slowakischen Extraliga auf Anhieb auch den slowakischen Meistertitel. Nach einem weiteren Jahr mit Dukla in der slowakischen Extraliga spielte er von 1995 bis 2000 für den HC Třinec in der tschechischen Extraliga. Dort konnte er ebenfalls mit guten Leistungen überzeugen, woraufhin er im NHL Entry Draft 2000 in der achten Runde als insgesamt 232. Spieler von den Minnesota Wild ausgewählt wurde. Für diese gab er im Laufe der Saison 2000/01 im Alter von 31 Jahren sein Debüt in der National Hockey League und war in den folgenden drei Jahren Stammspieler bei den Wild. 
Die Saison 2003/04 begann Sekeráš bei Lokomotive Jaroslawl in der russischen Superliga, verließ diesen jedoch nach drei Vorlagen in 15 Spielen bereits wieder und spielte stattdessen für den Södertälje SK in der schwedischen Elitserien. Dort war er mit 17 Scorerpunkten in 33 Spielen erfolgreich, woraufhin ihn die Dallas Stars aus der NHL als Free Agent noch vor Saisonende unter Vertrag nahmen. Für die Stars erzielte er in vier Spielen je ein Tor und eine Vorlage. In der Saison 2004/05 trat er für die Nürnberg Ice Tigers aus der Deutschen Eishockey Liga an. Die Saison 2005/06 begann der langjährige slowakische Nationalspieler bei seinem Heimatverein HC Dukla Trenčín in der slowakischen Extraliga und beendete sie bei den Malmö Redhawks in der HockeyAllsvenskan, der zweiten schwedischen Spielklasse. Mit Malmö stieg er in der Kvalserien in die Elitserien auf. Die Saison 2006/07 begann er wiederum beim HC Zlín in der tschechischen Extraliga und beendete sie bei den Malmö Redhawks in der Elitserien. Zuletzt spielte er je zwei Jahre lang für seine Ex-Klubs HC Třinec in der tschechischen Extraliga sowie HC Dukla Trenčín in der slowakischen Extraliga, ehe er 2011 seine Karriere im Alter von 42 Jahren beendete. 

### International
Für die Slowakei nahm Sekeráš an der C-Weltmeisterschaft 1994, der B-Weltmeisterschaft 1995 sowie den A-Weltmeisterschaften 1996, 1997, 1999, 2000 und 2001 teil. Zudem stand er im Aufgebot seines Landes bei den Olympischen Winterspielen 1994 in Lillehammer sowie beim World Cup of Hockey 1996. Bei der Weltmeisterschaft 2000 gewann er mit seiner Mannschaft die Silbermedaille.

## Erfolge und Auszeichnungen
- 1992 Tschechoslowakischer Meister mit dem HC Dukla Trenčín
- 1994 Slowakischer Meister mit dem HC Dukla Trenčín
- 2006 Aufstieg in die Elitserien mit den Malmö Redhawks

### International
- 1994 Aufstieg in die B-Weltmeisterschaft bei der C-Weltmeisterschaft
- 1995 Aufstieg in die A-Weltmeisterschaft bei der B-Weltmeisterschaft
- 1995 All-Star Team der B-Weltmeisterschaft
- 1995 Bester Verteidiger der B-Weltmeisterschaft
- 2000 Silbermedaille bei der Weltmeisterschaft